# Kočkopes (seriál)
Kočkopes (v anglickém originále CatDog) je americký animovaný televizní seriál, vysílaný v letech 1998–2005 stanicí Nickelodeon. Hlavním hrdinou je chimérické stvoření kočkopes – stvoření se dvěma hlavami a dvěma protichůdnými charaktery.

## České znění

### Nova, SuperMax
- Tomáš Racek (kočka)
- Aleš Procházka (pes)
- Jan Přeučil (králík)
- Jan Pohan (pes z gangu)
- Zbyšek Pantůček (úvodní píseň)

### Nickelodeon
- Libor Terš (kočka)
- Michal Holán (pes)
- Bohdan Tůma
- Marek Libert
- Radovan Vaculík
- Jana Páleníčková
- Pavel Šrom
- Milada Čechová
- Bohuslav Kalva
- Filip Švarc